# Colle Bione
Il Colle Bione (1431 m), o anche Col Bione, Col Biun in piemontese, è un passo non automobilistico che collega la bassa Valle di Susa alla bassa Val Sangone in Piemonte, di interesse storico, escursionistico, ciclistico (mountain bike), turistico e religioso.

## Storia
Zona da sempre dedicata alle attività agrosilvopastorali di montagna, si ipotizza che Carlo Magno passò di qui nel 774 per aggirare le fortificazioni del Regno longobardo.
Nel 1900 fu costruita la Chiesetta della Madonna della Neve, in sostituzione di un pilone votivo preesistente, consacrata nel 1901. Del 1904 è la costruzione del portico esterno. Intorno al 1911 comincia lo sfruttamento del quarzo bianco, biancoun in piemontese, ivi abbondante, usato nelle fonderie. La diminuzione dell'attività pastorale a metà del secolo XX determina la crescita di una rigogliosa foresta.  
La zona circostante fu teatro di scontri fra partigiani e nazifascisti durante la Seconda guerra mondiale, come ad esempio l'attacco del 10 maggio 1944, in cui perirono molti combattenti della zona. 
 Nel 1985 fu innalzato il Cippo in ricordo dei partigiani caduti della Valsusa e della Val Sangone. Di recente costruzione è l`ampia area pic-nic.

## Orografia
Secondo la classificazione orografica SOIUSA il colle è nelle Alpi Cozie, Sottosezione Alpi del Monginevro, Supergruppo Catena Bucie-Grand Queyron-Orsiera, Gruppo dell'Orsiera, Costiera Orsiera-Rocciavrè (Cod. SOIUSA I/A-4.II-A.3.b).
Nei pressi del colle sorgono le montagne Cima Piana e Roccia Corba a est e la Carra Saettiva a ovest.

## Itinerari
Sul versante della Val Susa, una strada carrozzabile sale da Sant'Antonino di Susa, per poi trasformarsi in pista e infine in sentiero, e giunge ai 1431 metri del Colle. In alternativa un sentiero, numerato 505, più ripido, ma più breve, sale da Sant'Antonino per Cresto, per poi toccare Pian del Rocco, Presa Billia, Fontana Martino e giungere sul colle.
Dal versante della Val Sangone vari sentieri salgono dalle borgate di Coazze. 
Sullo spartiacque, una pista, chiusa al transito automobilistico, parte da Colle Braida a est e passando per Prese Brunetto arriva al valico. È spesso utilizzata per la pratica della mountain bike. 
Presso il Col Bione passa anche il Sentiero dei Franchi, che attraversa la dorsale alternandosi fra cresta e mezzacosta da Oulx alla Sacra di San Michele.

### Parco Orsiera
Il colle è situato a circa 5 km dal confine del parco naturale Orsiera Rocciavrè, raggiungibile percorrendo il Sentiero dei Franchi verso ovest.